# Jürgen Kletti
Jürgen Kletti (* 1948) ist Gesellschafter und Geschäftsführer der Firma MPDV Mikrolab GmbH. Er studierte Elektrotechnik mit dem Spezialfach Technische Datenverarbeitung an der Universität Karlsruhe. Nach seiner Promotion über Ein On-line-Verfahren zur Extraktion von akustisch evozierten Potentialen aus dem Elektroenzephalogramm gründete er die Firma MPDV Mikrolab GmbH. Daneben hält Kletti Vorlesungen zur Unternehmensführung und ist Mitglied in verschiedenen Fachgremien. Im VDI leitet er den Arbeitskreis Manufacturing Execution System. Der Professor erhielt 2014 die Wirtschaftsmedaille des Landes Baden-Württemberg. Zudem ist er Senator im Senate of Economy International berufen.
2023 wurde ihm die Ehrenmedaille der Dualen Hochschule Baden-Württemberg verliehen.

## Veröffentlichungen
- Manufacturing Scorecard. Prozesse effizienter gestalten, mehr Kundennähe erreichen – mit vielen Praxisbeispielen Gabler, Wiesbaden 2004, ISBN 3-409-12582-5.
- MES, Manufacturing Execution System. Moderne Informationstechnologie zur Prozessfähigkeit der Wertschöpfung. Springer, Berlin u. a. 2006, ISBN 3-540-28010-3.
- Konzeption und Einführung von MES-Systemen. Zielorientierte Einführungsstrategie mit Wirtschaftlichkeitsbetrachtungen, Fallbeispielen und Checklisten; mit 53 Tabellen. Springer, Berlin u. a. 2007, ISBN 3-540-34309-1.
- Manufacturing Execution System – MES. In englischer Sprache. Springer, Berlin u. a. 2007, ISBN 978-3-540-49743-1, (als Herausgeber).
- Die perfekte Produktion. Manufacturing Excellence durch Short Interval Technik (SIT), (mit Jochen Schumacher). Springer, Berlin 2010, ISBN 978-3-642-13844-7

## Quelle
- MPDV Mikrolab GmbH, www.mpdv.de